# Слупя (Буський повіт)
Слупя (пол. Słupia) — село в Польщі, у гміні Пацанув Буського повіту Свентокшиського воєводства.
Населення — 555 осіб (2011).
У 1975-1998 роках село належало до Келецького воєводства.

## Демографія
Демографічна структура на день 31 березня 2011 року:
|          | Загалом | Допрацездатний вік | Працездатний вік | Постпрацездатний вік |
| -------- | ------- | ------------------ | ---------------- | -------------------- |
| Чоловіки | 231     | 44                 | 162              | 25                   |
| Жінки    | 324     | 44                 | 172              | 108                  |
| Разом    | 555     | 88                 | 334              | 133                  |